# Sisyfosgruppen

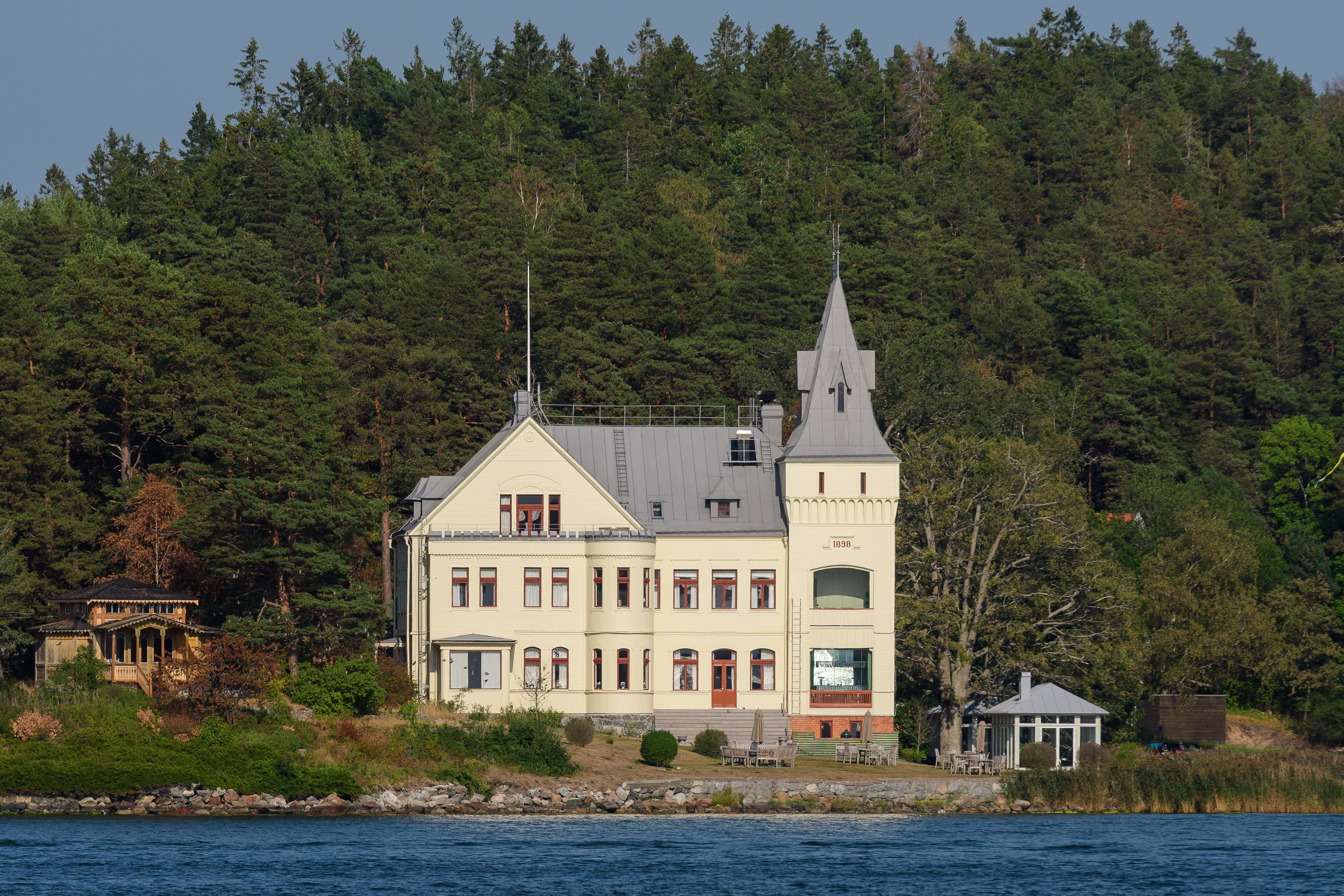
Villa Björkudden på Tynningö i Stockholms skärgård

Sisyfosgruppen är ett svenskt fastighetsutvecklingsföretag. 
Sisyfosgruppen grundades av Olle Larsson. Han var 1991 medgrundare av byggföretaget BLT projektering, som framför allt byggde upp sin verksamhet med inredning av vindsvåningar i Stockholm till lägenheter. BLT projektering övergick 2008 i bygg- och fastighetsföretaget Sisyfos Holding AB. 
Sisyfosgruppen köpte 2013 Venngarns slott.
Bolaget äger också bland andra sedan 2015 Villa Björkudden på Tynningö i Stockholms skärgård, sedan 2018 Dragon Gate i Älvkarleby kommun samt Kaggeholms slott med 29 hektar mark.